# Манго (фрукт)

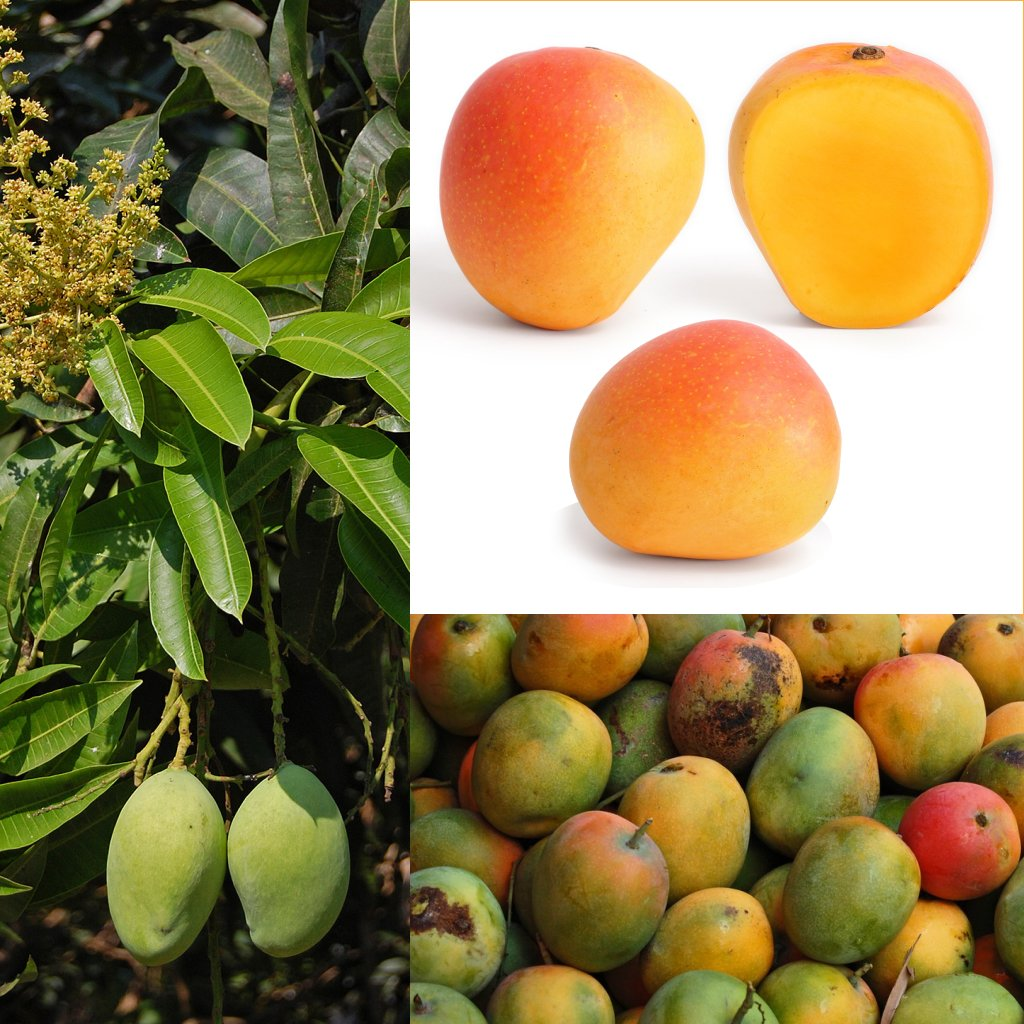
Плоды манго индийского

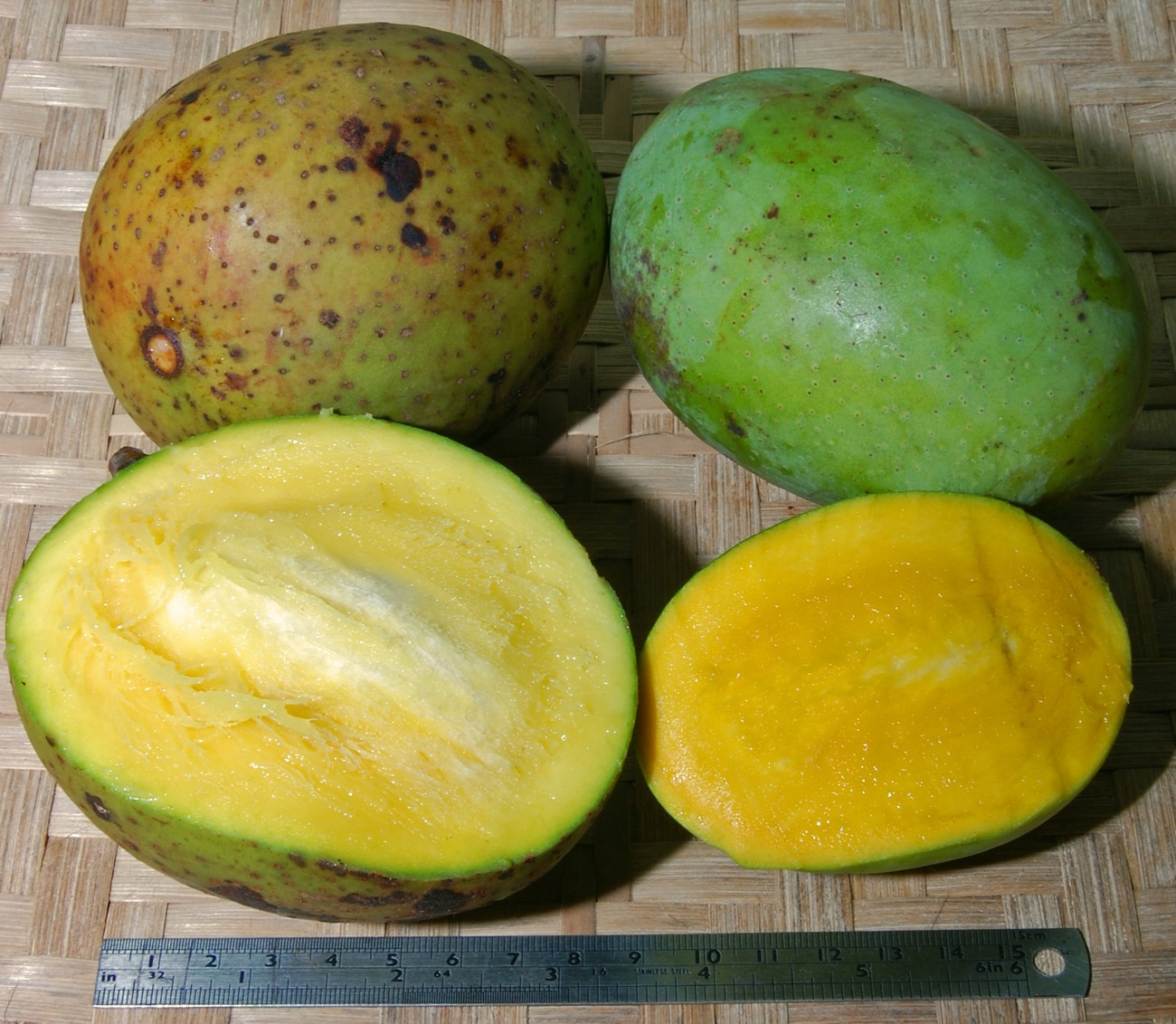
Манго — съедобные плоды манго пахучего (слева) и манго душистого (справа)

Ма́нго — плоды растений рода Манго (Mangifera) семейства Анакардиевые (Сумаховые).
Вид Манго индийское (Mangifera indica) имеет большое сельскохозяйственное значение. В 2009 году в сельском хозяйстве по всему миру выращивается больше 300 сортов этого вида. (К 1969 году было известно около 200 сортов.) Один из крупнейших экспортёров этого вида манго — Индия. Плоды манго индийского обладают волокнистой структурой и сладким вкусом, кожура окрашена в тона красного, зелёного или жёлтого цветов, у мякоти цвет жёлтый или оранжевый.

## Этимология
Слово «манго» происходит от португальского слова манга (manga), от малайского (австронезийского) мангга, от дравидийского (тамильского) слово манкай, где ман означает «дерево манго», а кай — «плод». Название «манго» появилось в Европе во время торговли пряностями с Южной Индией в XV и XVI веках.

## Производители
Точные данные по поводу происхождения манго неизвестны. Манго индийское, предположительно, возникло в Южной Азии на территории от Пакистана до Индонезии.
В Индии, на Филиппинах и в Гаити манго (вид манго индийское) считается одним из национальных растений.
Индия собирает около 13,5 млн тонн плодов манго (данные за  2009 год) и является, таким образом, главным производителем (один из наиболее известных сортов — «Альфонсо»). В Европе манго культивируется главным образом на Канарских островах в Испании.
| Год  | Тысячи тонн |
| ---- | ----------- |
| 1965 | 11 486      |
| 1970 | 12 030      |
| 1975 | 12 768      |
| 1980 | 14 420      |
| 1985 | 16 545      |
| 1990 | 17 051      |
| 1995 | 22 446      |
| 2000 | 24 888      |
| 2005 | 31 203      |
| 2006 | 33 434      |
| 2007 | 34 456      |
| 2008 | 34 994      |
| 2009 | 35 124      |
| 2017 | 50 649      |
| 2020 | 54 800      |

| Индия                            | 13 557 | 23332 | 24748 | 26299 |
| Индонезия                        | 2 150  | 2566  | 3617  | 4125  |
| Китай                            | 4 140  | 4791  | 3798  | 3800  |
| Пакистан                         | 1 728  | 2331  | 2345  | 2783  |
| Мексика                          | 1 509  | 2283  | 2373  | 2486  |
| Бразилия                         | 1 197  | 1548  | 2135  | 2111  |
| Малави                           |        | 1324  | 1938  | 1917  |
| Бангладеш                        | 828    | 1518  | 1448  | 1452  |
| Вьетнам                          | 540    | 744   | 1225  | 1444  |
| Таиланд                          | 2 469  | 3087  | 1658  | 1399  |
| Нигерия                          | 831    | 890   | 894   | 940   |
| Египет                           | 450    | 1404  | 1544  | 890   |
| Кения                            | 474    | 564   | 819   | 758   |
| Филиппины                        | 771    | 749   | 753   | 723   |
| Судан                            |        | 644   | 670   | 718   |
| Мали                             |        | 755   | 793   | 671   |
| Колумбия                         |        | 422   | 530   | 547   |
| Перу                             |        | 385   | 518   | 508   |
| Непал                            |        | 325   | 484   | 508   |
| Танзания                         | 320    | 437   | 438   | 449   |
| Йемен                            | 404    | 359   | 368   | 407   |
| Куба                             | 354    | 432   | 259   | 370   |
| Гаити                            | 244    | 535   | 238   | 324   |
| Мадагаскар                       | 221    | 298   | 304   | 300   |
| Демократическая Республика Конго | 210    | 300   | 296   | 296   |

### Импорт манго в Россию
С 2016 года по 2019 поставки манго увеличились в четыре раза. Только за 2018 год было импортировано 24,6 тыс. тонн, а с января по сентябрь 2019 года ввезено уже 19,7 тыс. тонн (таможенный код «080450», в статистике ФТС манго вместе с гуайявой и мангостаном). в Россию в основном манго привозят из Бразилии, Перу и Китая. Бразилия поставляет сорта Kent, Keitt, Palmer, Tommy Atkins, из Перу привозят манго «Королевское», из Индии — сорт Alphonso. Это зелёные, зелёно-красные плоды округлой или овальной формы с жёлтой мякотью. Они дешевле манго желтого цвета — те более вытянуты, с оранжевой мякотью внутри и поставляют их из Таиланда, Вьетнама.
В 2020 году импорт в Россию манго составил 38,7 тыс. тонн, на 24,3 % больше, чем в 2019 году (31,1 тыс. тонн). За девять месяцев 2021 года поставки составили 32,8 тыс. тонн (в январе — сентябре 2020 года — 27,2 тыс. тонн). Средняя стоимость поставки за 1 тонну манго в сентябре 2021 года составила 2030,2 USD (или 148 тысяч рублей за тонну). Ключевыми странами-поставщиками манго в РФ выступали: Перу (29,6 % от общего объёма), Китай (23,4 %), Бразилия (17,7 %), Вьетнам (7,8 %), Израиль (5,8 %), Египет (4,4 %), Доминиканская Республика (3,6 %).

## Применение

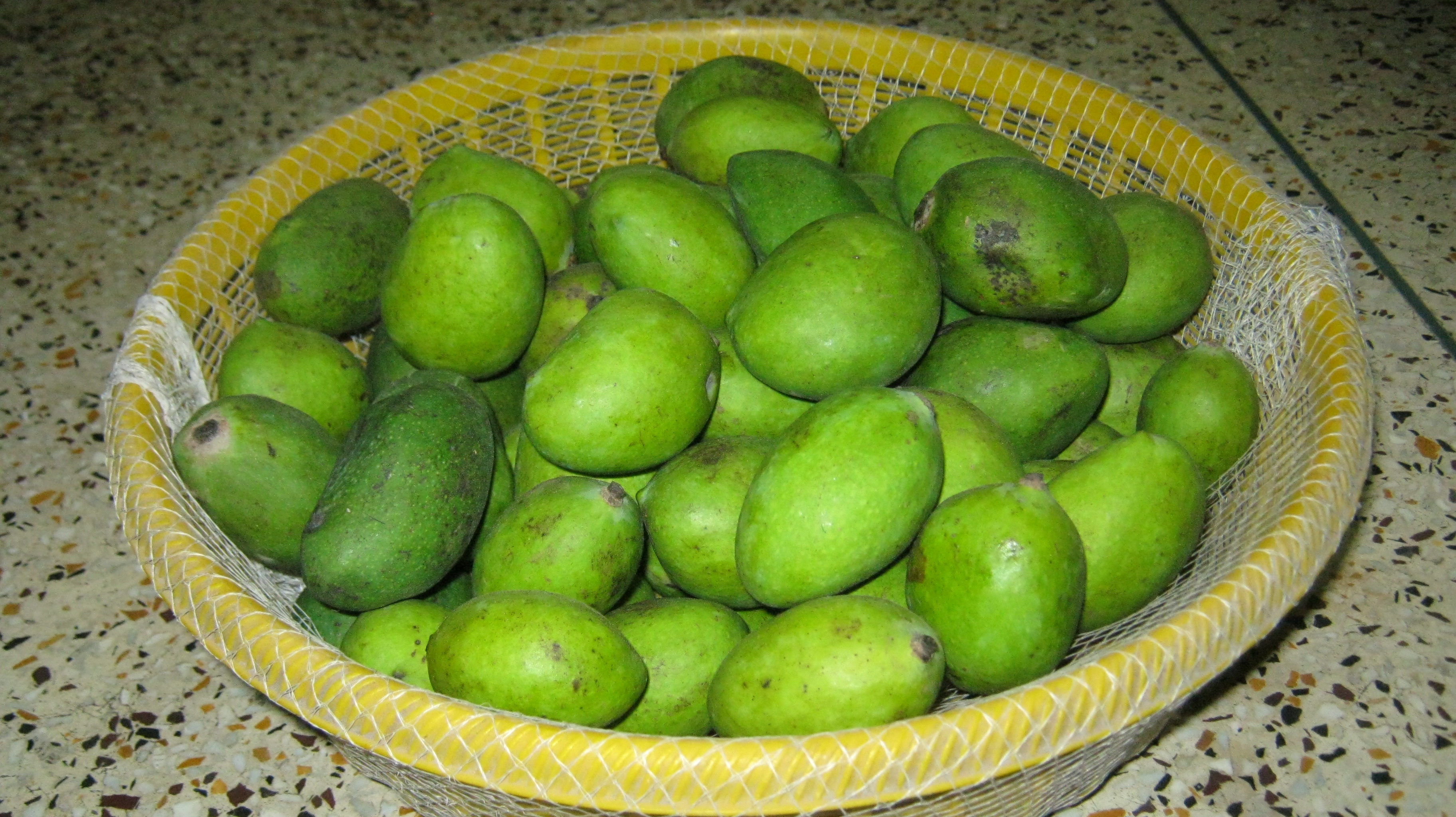
Зелёные плоды манго

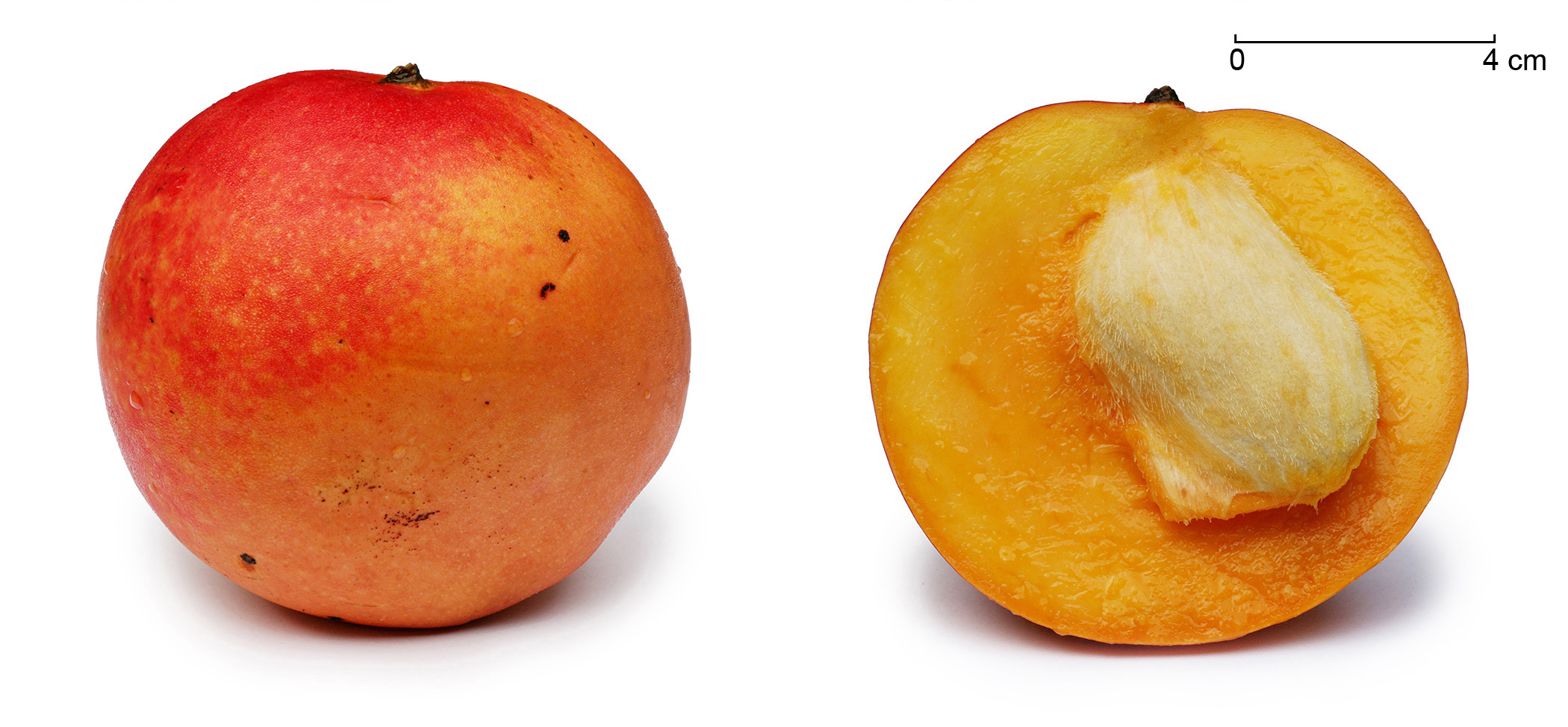
Зрелый плод манго индийского

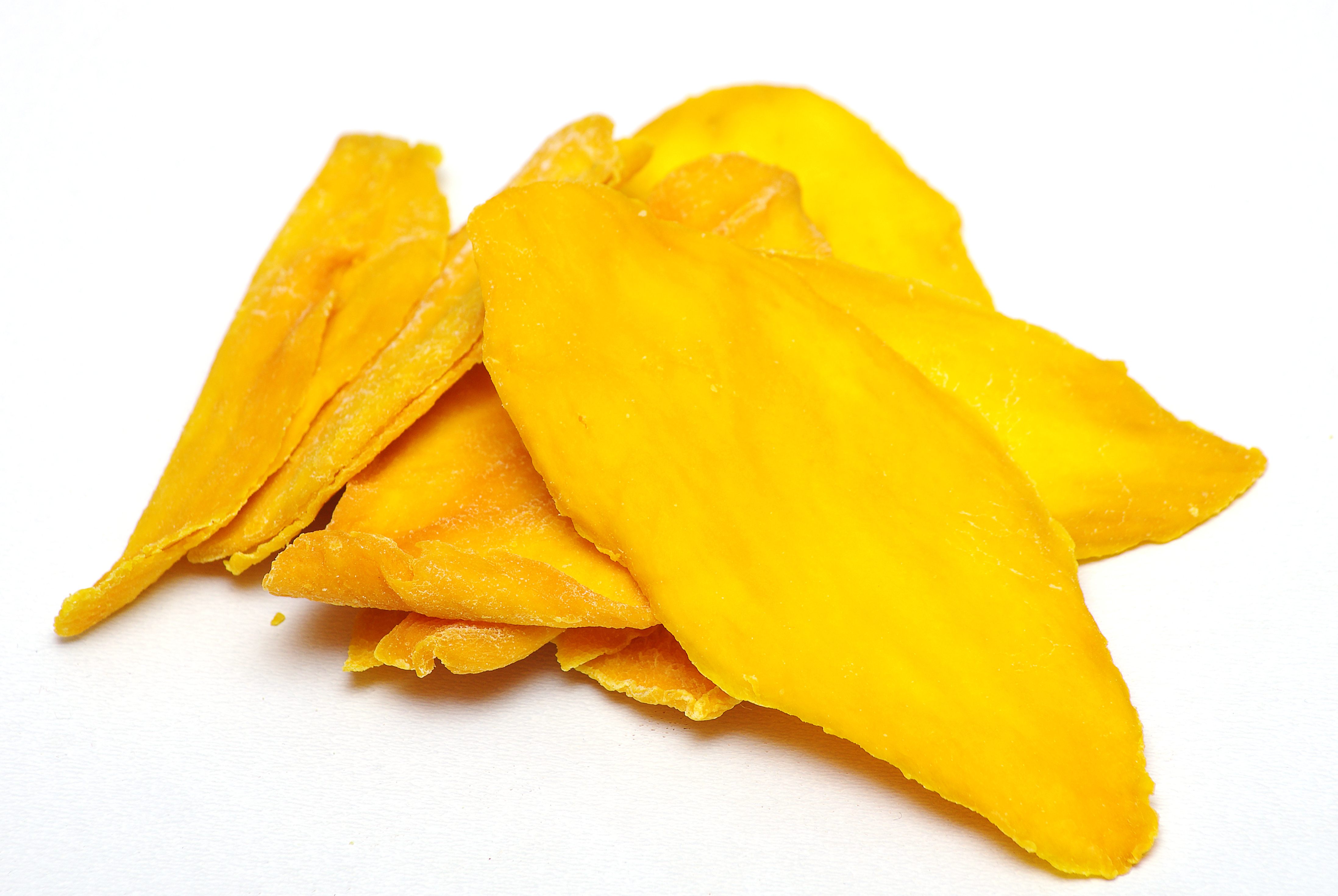
Сушёное манго

Плоды манго часто используются в домашней медицине в Индии и других азиатских странах. К примеру, в Индии манго применяют для остановки кровотечений, для укрепления сердечной мышцы и для лучшей работы мозга.
Зелёные недозревшие плоды содержат в себе в больших количествах крахмал, который по мере созревания превращается в простые углеводы: сахарозу, глюкозу и мальтозу. Кроме того, незрелое манго — ценный источник пектина, однако после образования в плоде твёрдой косточки его количество существенно уменьшается. Благодаря содержанию в нём лимонной, щавелевой, яблочной и янтарной кислот незрелый плод очень кислый на вкус. Также зелёное манго богато витамином С (в два раза больше, чем в лайме), есть в нём и другие витамины: B1, B2, ниацин.
Зрелый фрукт на вкус очень сладок и обладает приятным сладковатым ароматом. В нём много витаминов и сахаров, но мало кислот.

## Пищевая ценность

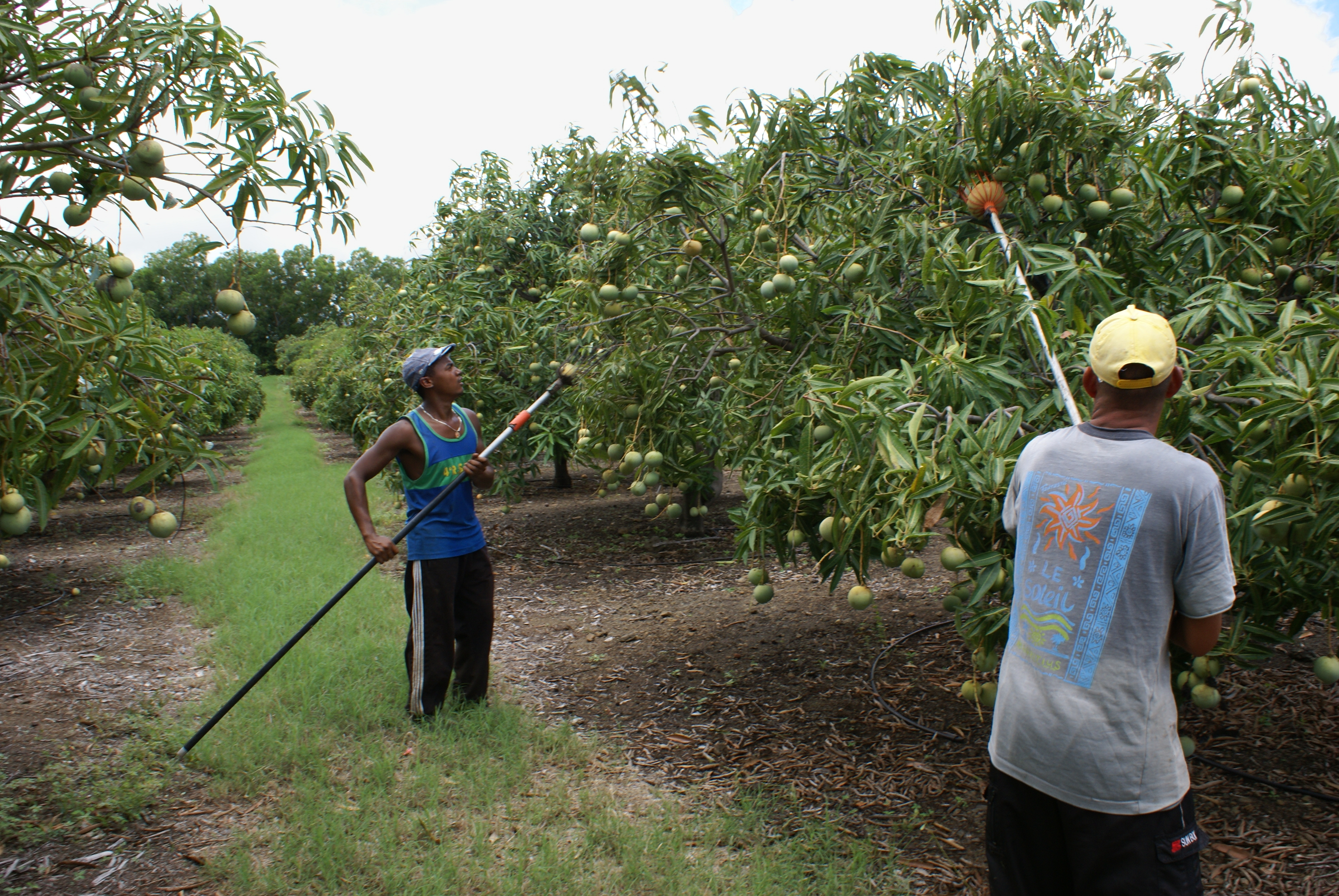
Сбор манго

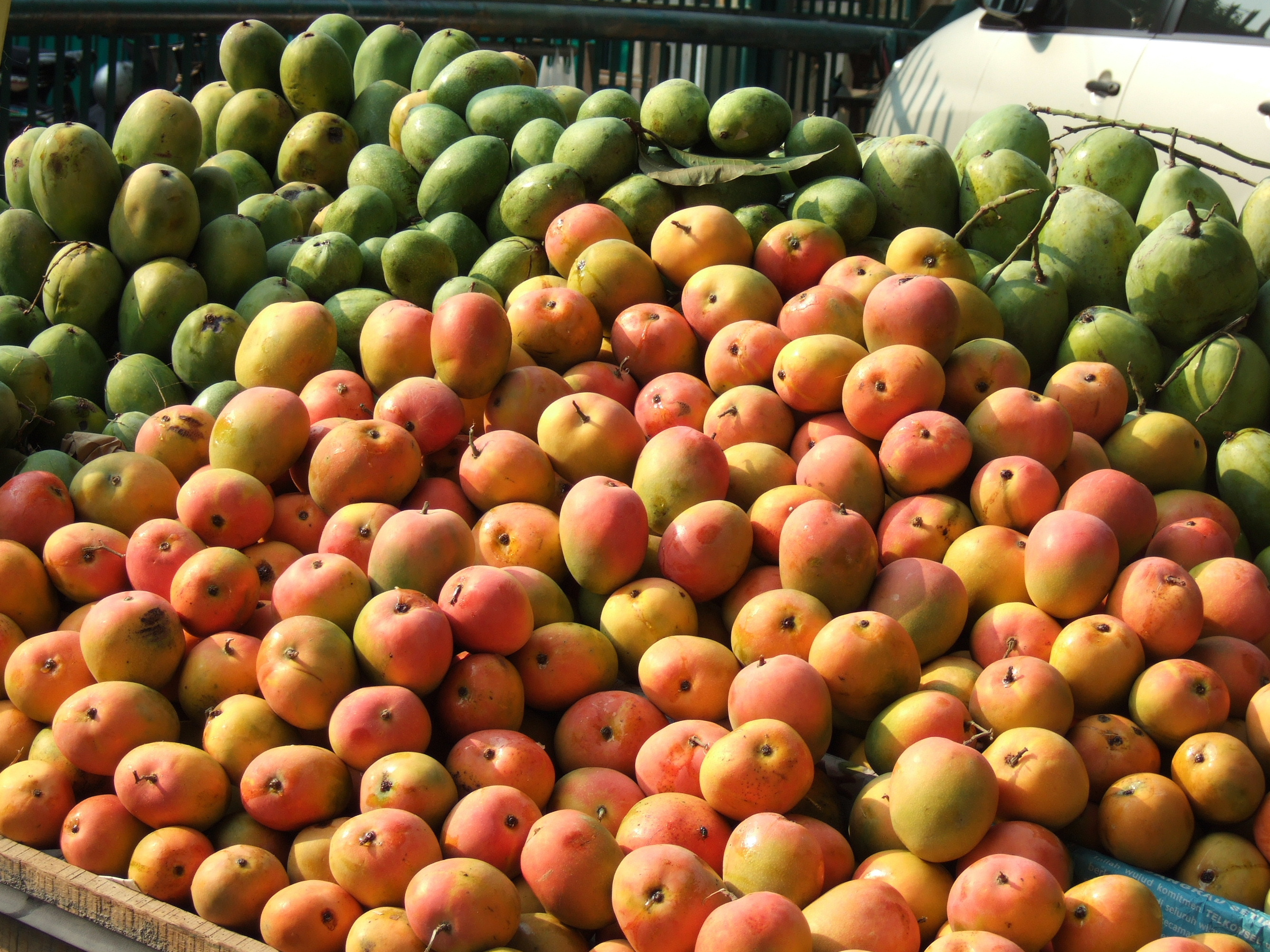
Рынок, прилавок с плодами манго

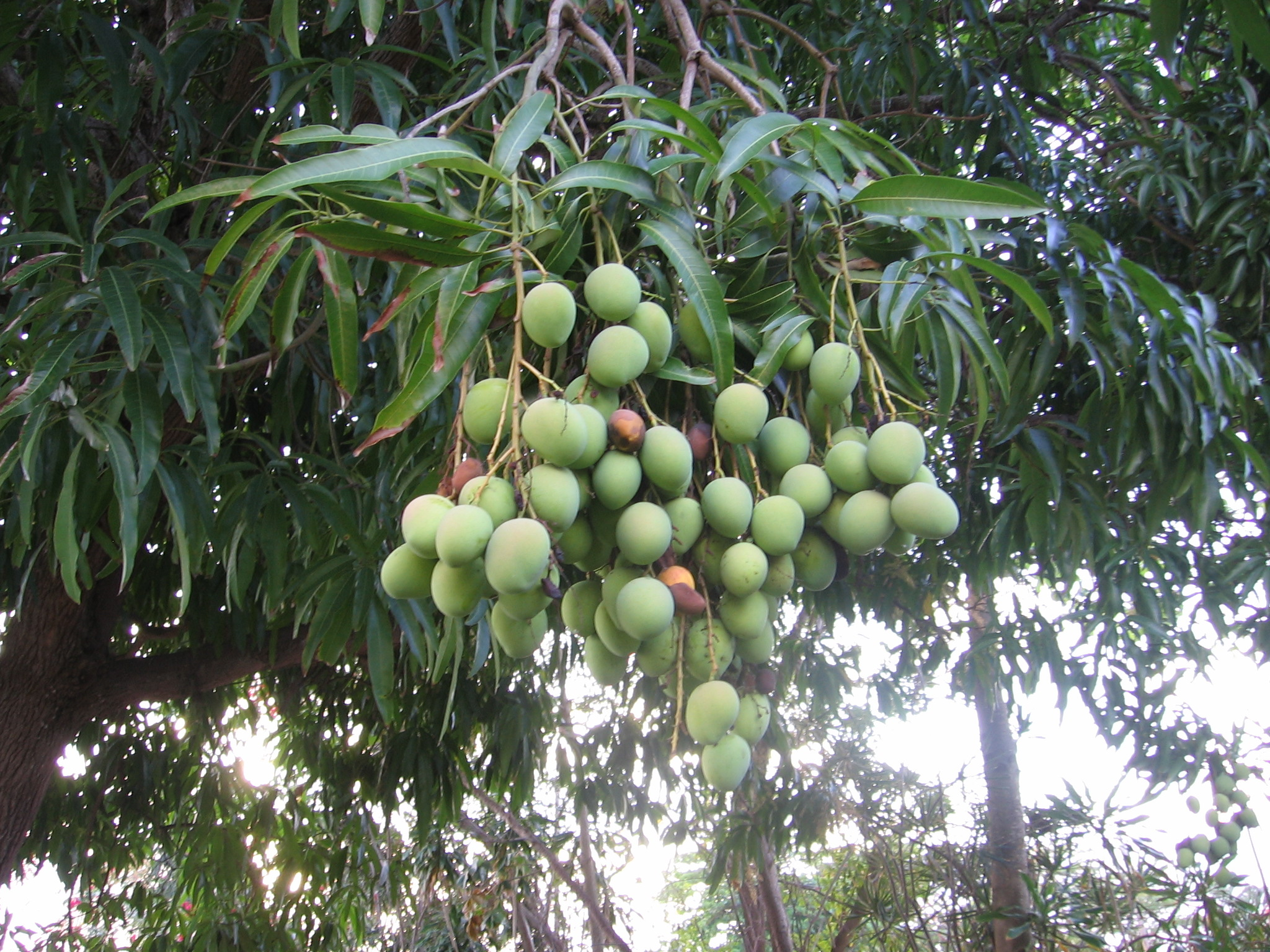
Незрелые манго, Пуэрто-Рико

В 100 граммах мякоти манго содержится приблизительно:
- Энергетическая ценность: 270 кДж / 70 ккал
- Белки: 0,51 г
- Жиры: 0,27 г
- Углеводы
  - Сахара: 14,8 г
  - Клетчатка: 1,8 г
- Витамины и микроэлементы (в % от рекомендуемой суточной нормы)
  - Тиамин (В1): 0,058 мг (4 %)
  - Рибофлавин (В2): 0,057 мг (4 %)
  - Ниацин (В3): 0,584 мг (4 %)
  - Пантотеновая кислота (В5): 0,160 мг (3 %)
  - Витамин B6: 0,13 мг (10 %)
  - Фолиевая кислота (B9): 14 мкг (4 %)
  - Витамин C: 27,7 мг (46 %)
  - Кальций: 10 мг (1 %)
  - Железо: 0,13 мг (1 %)
  - Магний: 9 мг (2 %)
  - Фосфор: 11 мг (2 %)
  - Калий: 156 мг (3 %)
  - Цинк: 0,04 мг (0 %)

## Культурное значение
Манго — национальный фрукт Индии, Гаити и Филиппин. Это также национальное дерево государства Бангладеш. В Индии сбор и продажа манго происходит в период с марта по май, и это ежегодно освещается информационными агентствами.

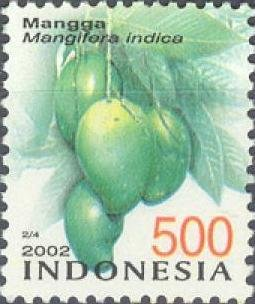
Почтовая марка Индонезии, 2002